# Ane Jensen
Ane Jensen, född 28 december 1818, död 27 januari 1897, var en dansk lärare. 
Hon var dotter till bonden Hans Jørgensen (1774–1858) och Kirsten Pedersdatter och gifte sig 1841 med bonden och politikern Jens Jensen (1812–1906).
Hon undervisade av principskäl sina egna barn, eftersom hon inte godkände undervisningsmetoderna i byskolan, något som gradvis utvecklade sig till att bli en egen skola under inflytande av Christen Kold, som hade band till grundtvigianismen. Hennes skola blev grunden till en av Danmarks första friskolor,  Trunderup Friskole. Hon blev en av de första kvinnor ur bondeklassen att delta i undervisningsdebatten genom tidskriften Budstikken 1859. 
Hennes make valdes 1852 till Folketinget för Det nationale Venstre. År 1860 diskuterade hon med sin make och Jens Jørgensen om att även kvinnor borde få gå på högskola. De lade då fram hennes synpunkt för Grundtvig, som då kom att hålla med henne om att även kvinnor borde få studera. Året därpå, 1861, grundade Jens Schjørring den första högskolan för flickor, pigehøjskole i Sødinge vid Ryslinge. 